# Laktatna dehidrogenaza
Laktatna dehidrogenaza (LDH or LD) je enzim koji je prisutan kod skoro svih živih čelija (životinja, biljki, i prokariota). LDH katalizuje konverziju laktata u piruvinsku kiselinu, i reakciju u suprotnom smeru. Pri tome dolazi do konverzije NAD+ u NADH i suprotno. Dehidrogenaza je enzim koji prenosi hidrid sa jednog molekula na drugi.
LDH se javlja u četiri distinktne enzimske klase. Ovde je specifično opisana NAD(P)-zavisna L-laktatna dehidrogenaza. Drugi LDH enzimi deluju na D-laktat i/ili su zavisni od citohroma c: D-laktat dehidrogenaza (citohrom)) i L-laktata (L-laktat dehidrogenaza (citohrom)). 
LDH je ekstenzivno izražena u telesnim tkivima, kao što su krvne ćelije i srčani mišići. Pošto se ona ispušta pri porvredi tkiva, ona je marker povreda i bolesti, kao što je otkazivanje srca.

## Reakcija
Laktatna dehidrogenaza katalizuje interkonverziju piruvata i laktata sa istovremenom interkonverzijom NADH i NAD+. Ona konvertuje piruvat, finalni produkt glikolize, do laktata kad je kiseonik odsutan ili oskudan, a do reverzne reakcije dolazi tokom Korijevog ciklusa u jetri. Pri visokim koncentracijama laktata, enzim manifestuje povratnu inhibiciju, i brzina konverzije piruvata u laktat se smanjuje. Ovaj enzim takođe katalizuje dehidrogenaciju 2-hidroksibutirata, mada je to znatno lošiji supstrat od laktata.

## Aktivno mesto
Ljudski LDH koristi His(193) kao protonski akeptor, koji deluje zajedno sa ostacima koji vezuju koenzim (Arg99 i Asn138), i supstrat (Arg106; Arg169; Thr248). His(193) aktivnog mesta, nije prisutan samo u ljudskoj formi LDH, nego i kod enzima niza životinjskih vrsta, što je primer konvergentne evolucije LDH. Dve različite podjedinice LDH: LDHA takođe poznata kao M podjedinica LDH, i LDHB ili H podjedinica LDH, obe imaju isto aktivno mesto, i iste aminokiseline učestvuju u reakciji. Primetna razlika između ove dve podjedinice koji sačinjavaju LDH tercijarnu strukturu je zamena alanina (u M lancu) sa glutaminom (H lanca). Smatra se da je ova mala ali primetna promena razlog što se H podjedinica brže vezuje, dok se M podjedinična katalitička aktivnost ne umanjuje pod različitim uslovima, pri kojima je aktivnost H podjedinice pet puta manja.

## Literatura
- Johnson WT, Canfield WK (1985). „Intestinal absorption and excretion of zinc in streptozotocin-diabetic rats as affected by dietary zinc and protein.”. J Nutr. 115 (9): 1217—27. PMID 3897486.
- Ein SH, Mancer K, Adeyemi SD (1985). „Malignant sacrococcygeal teratoma--endodermal sinus, yolk sac tumor--in infants and children: a 32-year review.”. J Pediatr Surg. 20 (5): 473—7. PMID 3903096. doi:10.1016/s0022-3468(85)80468-1.
- Azuma M, Shi M, Danenberg KD, Gardner H, Barrett C, Jacques CJ, Sherod A, Iqbal S, El-Khoueiry A, Yang D, Zhang W, Danenberg PV, Lenz HJ (2007). „Serum lactate dehydrogenase levels and glycolysis significantly correlate with tumor VEGFA and VEGFR expression in metastatic CRC patients.”. Pharmacogenomics. 8 (12): 1705—13. PMID 18086000. doi:10.2217/14622416.8.12.1705.
- Masepohl B, Klipp W, Pühler A (1988). „Genetic characterization and sequence analysis of the duplicated nifA/nifB gene region of Rhodobacter capsulatus.”. Mol Gen Genet. 212 (1): 27—37. PMID 2836706. doi:10.1007/bf00322441.
- Galardo MN, Regueira M, Riera MF, Pellizzari EH, Cigorraga SB, Meroni SB (2014). „Lactate Regulates Rat Male Germ Cell Function through Reactive Oxygen Species.”. PLoS ONE. 9 (1): e88024. PMC 3909278 . PMID 24498241. doi:10.1371/journal.pone.0088024.
- Tesch P, Sjödin B, Thorstensson A, Karlsson J (1978). „Muscle fatigue and its relation to lactate accumulation and LDH activity in man.”. Acta Physiol Scand. 103 (4): 413—20. PMID 716962. doi:10.1111/j.1748-1716.1978.tb06235.x.
- Beck O, Jernström B, Martinez M, Repke DB (1988). „In vitro study of the aromatic hydroxylation of 1-methyltetrahydro-beta-carboline (methtryptoline) in rat.”. Chem Biol Interact. 65 (1): 97—106. PMID 3345575. doi:10.1016/0009-2797(88)90034-8.
- Summermatter S, Santos G, Pérez-Schindler J, Handschin C (2013). „Skeletal muscle PGC-1α controls whole-body lactate homeostasis through estrogen-related receptor α-dependent activation of LDH B and repression of LDH A.”. Proc Natl Acad Sci U S A. 110 (21): 8738—43. PMC 3666691 . PMID 23650363. doi:10.1073/pnas.1212976110.
- Robergs RA, Ghiasvand F, Parker D (2004). „Biochemistry of exercise-induced metabolic acidosis.”. Am J Physiol Regul Integr Comp Physiol. 287 (3): R502—16. PMID 15308499. doi:10.1152/ajpregu.00114.2004.
- Kresge N, Simoni RD, Hill RL (2005). „Otto Fritz Meyerhof and the elucidation of the glycolytic pathway.”. J Biol Chem. 280 (4): e3. PMID 15665335.